# Evangelische Kirche Rechenberg

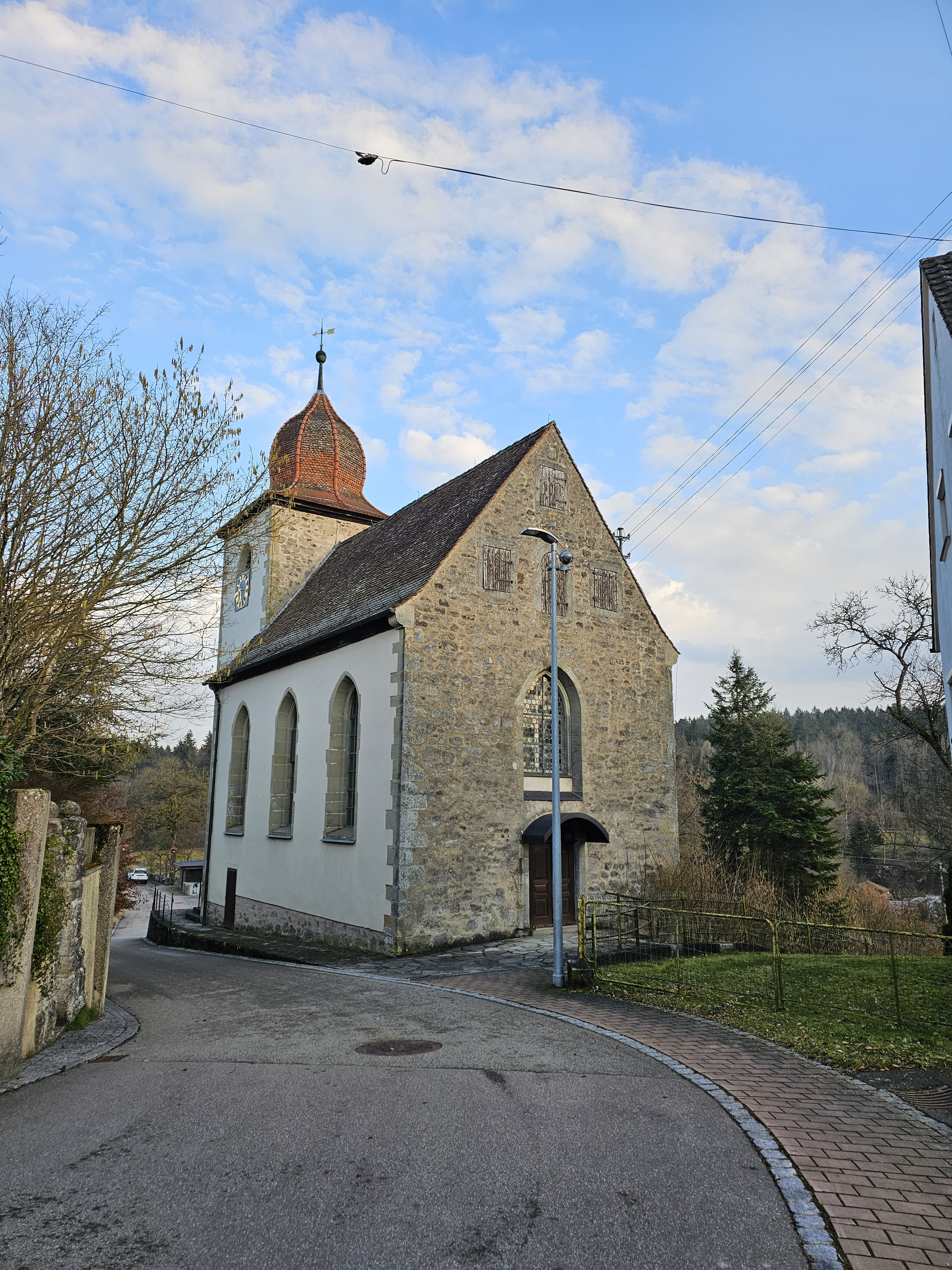
Schlosskirche Rechenberg

Die Evangelische Kirche ist die Pfarrkirche von Rechenberg, einem Gemeindeteil von Stimpfach im Landkreis Schwäbisch Hall in Baden-Württemberg. Sie war die Schlosskirche des Schlosses Rechenberg. Das Bauwerk ist beim Landesamt für Denkmalpflege Baden-Württemberg als Baudenkmal eingetragen. Die Kirchengemeinde gehört zum Kirchenbezirk Crailsheim-Blaufelden der Evangelischen Landeskirche in Württemberg.

## Beschreibung
Die evangelische Kirche von Rechenberg wurde 1619/20 als Saalkirche, das heißt mit nur einem Kirchenschiff gebaut. Sie besteht aus diesem Langhaus und einem mit einer Zwiebelhaube bedeckten Chorturm im Osten, der im obersten Geschoss die Turmuhr und den Glockenstuhl enthält. 
Der Innenraum des Langhauses wurde 1783 im Rokokostil umgestaltet. Optischer Mittelpunkt ist eine Ansbacher Kanzelwand aus Holz und Stuckmarmor. Die Brüstungen einer umlaufenden Emporen wurden im 18. Jahrhundert ausgemalt. Die für das Kloster Maulbronn 1792 gebaute Orgel wurde um 1860 in die Kirche übergeführt.

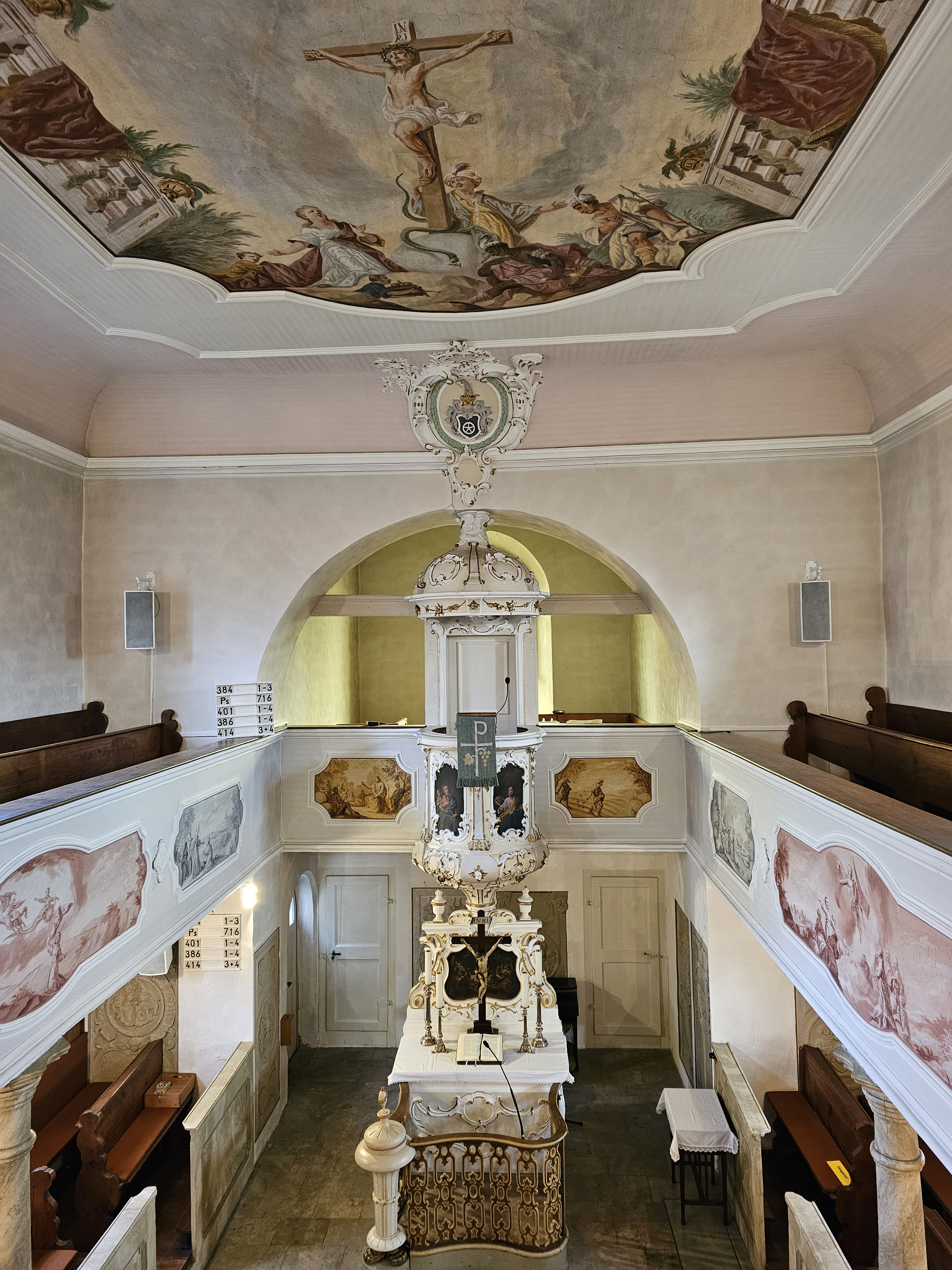
Innenraum, über Altar und Kanzel das Wappen von Berlichingen
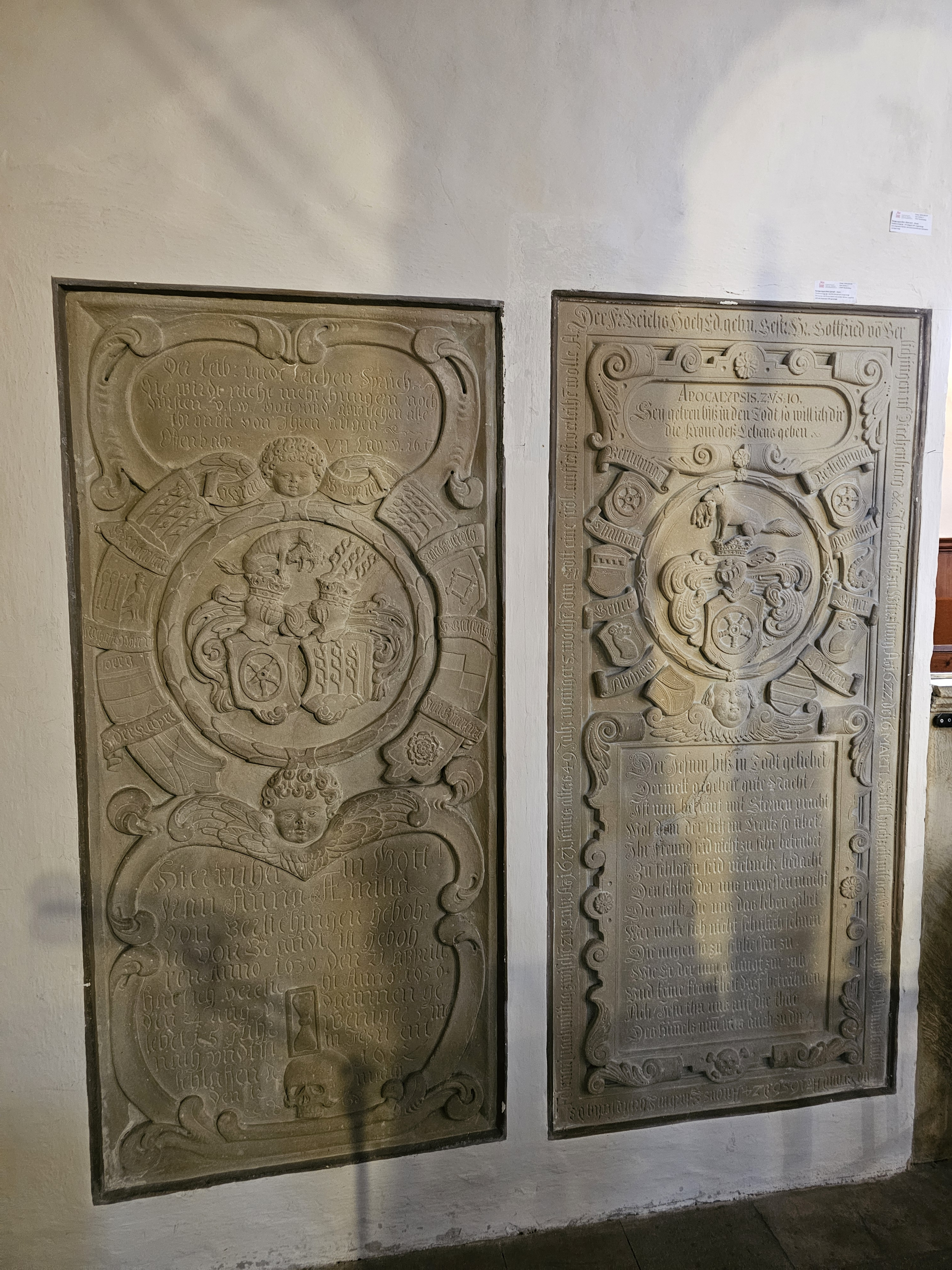
Grabplatten derer von Berlichingen